# 上海市第一师范学校附属小学
上海市第一师范学校附属小学，简称上海市一师附小或一师附小，是总部位于中华人民共和国上海市静安区的一所小学，隶属于静安区教育局。

## 校史
该校前身是上海市立幼稚师范学校附属小学，创办于民国34年（1945年）。随着市立幼稚师范学校的更名，该校曾经更名为“上海市立女子师范学校附属小学”和“上海市立师范学校附属小学”。该校原位于乌鲁木齐北路66号，即与所属师范学校合校。1953年2月，正式定名“上海市第一师范学校附属小学”。
1958年后，该校组织学生开展“万能双手”活动，让学生接触实际社会生活；1960年，一师附小试点改为五年制小学；1963年，一师附小开设外语课程；1979年，该校高年级语文、低年级算术的教学经验得到了总结推广。
20世纪50年代末，该校就开始研究如何让儿童的聪明才智得到充分发展。文革期间，该项研究中断；1978年恢复并进一步提出了“爱教育事业，爱学生；全面贯彻教育方针，面向全体学生”的要求。
1978年3月全国科学大会后，该校少先队首创了“爱科学月”活动，后少先队上海市委员会决定每年11月为全市性的少先队爱科学月，集中进行科普宣宣传活动，市级、区县级、各校的少先队组织组织科技讲座、科技馆参观、主题队会、科学家见面会等活动，评选表彰爱科学好队员、好集体等。
20世纪80年代中期，该校进行教育改革试验。1985年，该校提出“愉快教育”的改革主题，其宗旨是“使每个学生都有幸福的童年、美好的心灵、创造的才干、健壮的体魄、活泼的个性”。学校教师通过愉快教育，让学生主动快乐地学习，并从沉重的学业负担中解脱出来。该校的改革成果被原国家教委向全国推广。